# Vild med dans (sæson 18)
Den 18. sæson af Vild med dans blev sendt i efteråret 2021 på TV 2.
Sæsonen blev vundet af Jimilian og Asta Björk Ivarsdottir.

## Par
| #  | Kendt                        | Profession                   | Danser                  | Status      |
| -- | ---------------------------- | ---------------------------- | ----------------------- | ----------- |
| 12 | Jannie Faurschou             | Skuespiller                  | Martin Parnov Reichardt | Ude         |
| 11 | Lakserytteren (Rasmus Kolbe) | YouTuber                     | Mille Funk              | Ude         |
| 10 | Abdi Ulad                    | Løber                        | Malene Østergaard       | Ude         |
| 9  | Jacob Haugaard               | Sanger og skuespiller        | Camilla Sofie Dalsgaard | Ude         |
| 8  | Freja Kirk                   | Sangerinde                   | Claudia Rex             | Ude         |
| 7  | Michael Katz Krefeld         | Forfatter                    | Karina Frimodt          | Ude         |
| 6  | Michelle Kristensen          | Sundhedsekspert              | Mads Vad                | Ude         |
| 5  | Mascha Vang                  | Blogger                      | Thomas Evers Poulsen    | Ude         |
| 4  | Micki Cheng                  | Tv-vært og kogebogsforfatter | Jenna Bagge             | Ude         |
| 3  | Pernille Blume               | Svømmer                      | Morten Kjeldgaard       | Trejdeplads |
| 2  | Lise Rønne                   | Tv-vært                      | Silas Holst             | Andenplads  |
| 1  | Jimilian                     | Sanger                       | Asta Björk Ivarsdottir  | Vindere     |

## Resultater
| Par                   | Plads | 1  | 2  | 1+2 | 3  | 4  | 5  | 6  | 7  | 8  | 9  | 8+9 | 10      | 11       | 12       |  |
| --------------------- | ----- | -- | -- | --- | -- | -- | -- | -- | -- | -- | -- | --- | ------- | -------- | -------- |  |
| Jimilian & Asta       | 1     | 16 | 22 | 38  | 31 | 25 | 32 | 30 | 43 | 39 | 49 | 88  | 47+5=52 | 44+46=90 | 40+40=80 |  |
| Lise & Silas          | 2     | 25 | 25 | 50  | 25 | 35 | 31 | 28 | 36 | 39 | 41 | 80  | 47+4=51 | 47+46=93 | 40+39=79 |  |
| Pernille & Morten     | 3     | 24 | 24 | 48  | 26 | 34 | 36 | 40 | 44 | 43 | 42 | 85  | 47+3=50 | 49+50=99 | 40+38=78 |  |
| Micki & Jenna         | 4     | 19 | 20 | 39  | 21 | 31 | 24 | 27 | 23 | 38 | 39 | 77  | 38+2=40 | 41+45=86 |          |  |
| Mascha & Thomas       | 5     | 25 | 18 | 43  | 23 | 29 | 23 | 32 | 37 | 38 | 45 | 83  | 42+1=43 |          |          |  |
| Michelle & Mads       | 6     | 20 | 21 | 41  | 32 | 27 | 26 | 41 | 38 | 38 | 43 | 81  |         |          |          |  |
| Michael & Karina      | 7     | 22 | 22 | 44  | 25 | 30 | 31 | 32 | 27 |    |    |     |         |          |          |  |
| Freja & Claudia       | 8     | 19 | 25 | 44  | 30 | 24 | 31 | 38 |    |    |    |     |         |          |          |  |
| Jacob & Camilla       | 9     | 7  | 10 | 17  | 12 | 13 | 12 |    |    |    |    |     |         |          |          |  |
| Abdi & Malene         | 10    | 12 | 16 | 28  | 11 | 16 |    |    |    |    |    |     |         |          |          |  |
| Lakserytteren & Mille | 11    | 16 | 16 | 32  | 23 |    |    |    |    |    |    |     |         |          |          |  |
| Jannie & Martin       | 12    | 10 | 18 | 28  |    |    |    |    |    |    |    |     |         |          |          |  |

Nøgle
     indikerer parret, der fik førstepladsen
     indikerer parret, der fik andenpladsen
     indikerer parret, der fik tredjepladsen
     indikerer parret, der var i omdans, men gik videre
     indikerer parret, der udgik
     indikerer det første par, der blev stemt ud
     indikerer parret, der er fredet i denne episode.
Grønne tal indikerer de højeste point for hver uge
Røde tal indikerer de laveste point for hver uge

### Gennemsnit
Point for finalen, som var ud af 40, er blevet justeret til at fungere på samme skala.
| Plads ift. gennemsnit | Plads | Par                   | Total | Antal danse | Gennemsnit |
| --------------------- | ----- | --------------------- | ----- | ----------- | ---------- |
| 1                     | 3     | Pernille & Morten     | 557   | 14          | 39.8       |
| 2                     | 1     | Jimilian & Asta       | 524   | 14          | 37.4       |
| 2                     | 2     | Lise & Silas          | 524   | 14          | 37.4       |
| 4                     | 6     | Michelle & Mads       | 286   | 9           | 31.8       |
| 5                     | 5     | Mascha & Thomas       | 312   | 10          | 31.2       |
| 6                     | 4     | Micki & Jenna         | 366   | 12          | 30.5       |
| 7                     | 8     | Freja & Claudia       | 167   | 6           | 27.8       |
| 8                     | 7     | Michael & Karina      | 189   | 7           | 27.0       |
| 9                     | 11    | Lakserytteren & Mille | 55    | 3           | 18.3       |
| 10                    | 12    | Jannie & Martin       | 28    | 2           | 14.0       |
| 11                    | 10    | Abdi & Malene         | 55    | 4           | 13.8       |
| 12                    | 9     | Jacob & Camilla       | 54    | 5           | 10.8       |

## Danse og sange

### Uge 1: Premiere
| Nummer | Par                   | Dans        | Musik                                    | Hübbe | Laxholm | Bendixen | Eihilt | Werner | Point |
| ------ | --------------------- | ----------- | ---------------------------------------- | ----- | ------- | -------- | ------ | ------ | ----- |
| 1      | Jimilian & Asta       | Pasodoble   | Run - OneRepublic                        | 3     | 3       | 4        | 3      | 3      | 16    |
| 2      | Michael & Karina      | Vals        | I Wonder Why - Curtis Stigers            | 5     | 5       | 5        | 3      | 4      | 22    |
| 3      | Freja & Claudia       | Cha-cha-cha | Freed from Desire - Gala                 | 3     | 4       | 6        | 3      | 3      | 19    |
| 4      | Jacob & Camilla       | Tango       | Bad Habits - Ed Sheeran                  | 1     | 1       | 3        | 1      | 1      | 7     |
| 5      | Pernille & Morten     | Quickstep   | Living The Life - War Hall               | 4     | 5       | 6        | 4      | 5      | 24    |
| 6      | Abdi & Malene         | Pasodoble   | Check It Out - Oh The Larceny            | 2     | 2       | 4        | 2      | 2      | 12    |
| 7      | Lakserytteren & Mille | Tango       | Hun Kommer Tilbage - Jung                | 3     | 2       | 5        | 2      | 4      | 16    |
| 8      | Jannie & Martin       | Quickstep   | Nana - Sebastian                         | 2     | 2       | 3        | 2      | 1      | 10    |
| 9      | Lise & Silas          | Vals        | Rainbow Connection - Muppets             | 5     | 5       | 6        | 5      | 4      | 25    |
| 10     | Micki & Jenna         | Cha-cha-cha | Dont You Worry Bout A Thing - Tori Kelly | 3     | 4       | 5        | 3      | 4      | 19    |
| 11     | Michelle & Mads       | Pasodoble   | Beggin - Måneskin                        | 3     | 4       | 5        | 5      | 3      | 20    |
| 12     | Mascha & Thomas       | Cha-cha-cha | Kom lad os gå - Det Brune Punktum        | 5     | 5       | 6        | 5      | 4      | 25    |

- Pointene fra denne uge bliver overført til den næste uge af Vild med dans.

### Uge 2
| Nummer | Par                   | Dans        | Musik                                           | Hübbe | Laxholm | Bendixen | Eihilt | Werner | Point | Resultat |
| ------ | --------------------- | ----------- | ----------------------------------------------- | ----- | ------- | -------- | ------ | ------ | ----- | -------- |
| 1      | Lakserytteren & Mille | Jive        | Jailhouse Rock - Elvis Presley                  | 3     | 4       | 4        | 3      | 2      | 16    | Videre   |
| 2      | Michelle & Mads       | Wienervals  | I Will Never Break Your Heart - Backstreet Boys | 3     | 4       | 5        | 4      | 5      | 21    | Videre   |
| 3      | Pernille & Morten     | Cha-cha-cha | Missing You - Robyn                             | 5     | 5       | 5        | 5      | 4      | 24    | Videre   |
| 4      | Abdi & Malene         | Vals        | Consequences - Camila Cabello                   | 3     | 3       | 4        | 3      | 3      | 16    | Omdans   |
| 5      | Jannie & Martin       | Cha-cha-cha | Best Of My Love - The Emotions                  | 3     | 4       | 3        | 3      | 5      | 18    | Ude      |
| 6      | Jimilian & Asta       | Quickstep   | Upside Down - Paloma Faith                      | 4     | 5       | 5        | 4      | 4      | 22    | Videre   |
| 7      | Lise & Silas          | Jive        | Land Of 100 Dances — Wilson Picketts            | 4     | 6       | 6        | 5      | 4      | 25    | Videre   |
| 8      | Freja & Claudia       | Tango       | I Wanna Be Your Slave - Måneskin                | 5     | 5       | 5        | 4      | 6      | 25    | Videre   |
| 9      | Jacob & Camilla       | Cha-cha-cha | Cha Cha Cha d’Amour - Dean Martin               | 2     | 2       | 2        | 2      | 2      | 10    | Videre   |
| 10     | Mascha & Thomas       | Quickstep   | Strip - Lena                                    | 3     | 4       | 4        | 4      | 3      | 18    | Videre   |
| 11     | Michael & Karina      | Pasodoble   | Wild Boys - Duran Duran                         | 3     | 5       | 5        | 5      | 4      | 22    | Videre   |
| 12     | Micki & Jenna         | Vals        | It is you (I have loved) - Dana Glover          | 4     | 4       | 4        | 4      | 4      | 20    | Videre   |

### Uge 3
| Nummer | Par                   | Dans        | Musik                                            | Hübbe | Laxholm | Bendixen | Eihilt | Werner | Point | Resultat |
| ------ | --------------------- | ----------- | ------------------------------------------------ | ----- | ------- | -------- | ------ | ------ | ----- | -------- |
| 1      | Micki & Jenna         | Pasodoble   | Rumor has it - Adele                             | 4     | 4       | 4        | 4      | 5      | 21    | Videre   |
| 2      | Jacob & Camilla       | Vals        | Fascination - Nat King Cole                      | 2     | 2       | 3        | 2      | 3      | 12    | Videre   |
| 3      | Mascha & Thomas       | Rumba       | Visiting Hours - Ed Sheeran                      | 4     | 4       | 4        | 5      | 6      | 23    | Videre   |
| 4      | Lise & Silas          | Slowfox     | Men In Black - Will Smith                        | 5     | 5       | 5        | 5      | 5      | 25    | Videre   |
| 5      | Jimilian & Asta       | Samba       | Errudumellahvad - Icekiid                        | 6     | 6       | 6        | 6      | 7      | 31    | Videre   |
| 6      | Michael & Karina      | Quickstep   | Jumping Jack - Big Bad Voodoo Daddy              | 5     | 5       | 5        | 5      | 5      | 25    | Omdans   |
| 7      | Freja & Claudia       | Jive        | Great Balle On Fire - Jerry Lee Lewis            | 6     | 6       | 6        | 5      | 7      | 30    | Videre   |
| 8      | Lakserytteren & Mille | Wienervals  | A Dream is a Wish Your Heart Makes - Ilene Woods | 5     | 5       | 5        | 4      | 4      | 23    | Ude      |
| 9      | Abdi & Malene         | Cha-cha-cha | Get Stupid - Aston Merrygold                     | 2     | 2       | 2        | 3      | 2      | 11    | Videre   |
| 10     | Pernille & Morten     | Wienervals  | Iris - Kina Grannis                              | 4     | 5       | 6        | 6      | 5      | 26    | Videre   |
| 11     | Michelle & Mads       | Cha-cha-cha | Dont Go Breaking My Heart - Elton John           | 6     | 7       | 6        | 6      | 7      | 32    | Videre   |

### Uge 4: James Bond
| Nummer | Par               | Dans        | Musik                                         | Hübbe | Laxholm | Bendixen | Eihilt | Werner | Point | Resultat |
| ------ | ----------------- | ----------- | --------------------------------------------- | ----- | ------- | -------- | ------ | ------ | ----- | -------- |
| 1      | Michelle & Mads   | Showdans    | Live and let Die - Paul McCartney             | 5     | 6       | 5        | 6      | 7      | 27    | Videre   |
| 2      | Abdi & Malene     | Tango       | Another Way to Die - Alicia Keys & Jack White | 3     | 3       | 3        | 3      | 4      | 16    | Ude      |
| 3      | Pernille & Morten | Rumba       | Skyfall - Adele                               | 6     | 7       | 7        | 7      | 7      | 34    | Videre   |
| 4      | Micki & Jenna     | Slowfox     | Writings On the Wall - Sam Smith              | 7     | 7       | 4        | 5      | 8      | 31    | Videre   |
| 5      | Jacob & Camilla   | Pasodoble   | On her Majestys secret Service - John Barry   | 3     | 2       | 3        | 2      | 3      | 13    | Videre   |
| 6      | Freja & Claudia   | Wienervals  | Tomorrow Never Dies - Sheryl Crow             | 5     | 5       | 5        | 4      | 5      | 24    | Omdans   |
| 7      | Mascha & Thomas   | Tango       | You Know My Name - Chris Cornell              | 7     | 6       | 5        | 5      | 6      | 29    | Videre   |
| 8      | Lise & Silas      | Cha-cha-cha | Die Another Day - Madonna                     | 6     | 8       | 6        | 7      | 8      | 35    | Videre   |
| 9      | Jimilian & Asta   | Slowfox     | Diamonds are Forever - Shirley Bassey         | 6     | 5       | 5        | 4      | 5      | 25    | Videre   |
| 10     | Michael & Karina  | Rumba       | No Time to Die - Billie Eilish                | 7     | 6       | 5        | 5      | 7      | 30    | Videre   |

### Uge 5
| Nummer | Par               | Dans        | Musik                                   | Hübbe | Laxholm | Bendixen | Eihilt | Werner | Point | Resultat |
| ------ | ----------------- | ----------- | --------------------------------------- | ----- | ------- | -------- | ------ | ------ | ----- | -------- |
| 1      | Jacob & Camilla   | Quickstep   | Steppin out With My Baby - Fred Astaire | 2     | 2       | 2        | 3      | 3      | 12    | Ude      |
| 2      | Jimilian & Asta   | Cha-cha-cha | Take My Breath - The Weeknd             | 7     | 6       | 6        | 6      | 7      | 32    | Videre   |
| 3      | Lise & Silas      | Wienervals  | Ave Maria - Beyonce                     | 6     | 6       | 7        | 6      | 6      | 31    | Videre   |
| 4      | Mascha & Thomas   | Jive        | Wake Me Up - Wham                       | 4     | 4       | 5        | 5      | 5      | 23    | Videre   |
| 5      | Michelle & Mads   | Vals        | Run To You - Whitney Houston            | 5     | 4       | 5        | 6      | 6      | 26    | Omdans   |
| 6      | Pernille & Morten | Tango       | Spectrum - Florence and the Machine     | 7     | 7       | 7        | 7      | 8      | 36    | Videre   |
| 7      | Micki & Jenna     | Rumba       | Letters - Maximillian                   | 5     | 5       | 5        | 4      | 5      | 24    | Videre   |
| 8      | Michael & Karina  | Wienervals  | One woman man - John Legend             | 6     | 6       | 6        | 7      | 6      | 31    | Videre   |
| 9      | Freja & Claudia   | Samba       | Sardo - Watazu                          | 6     | 6       | 7        | 6      | 6      | 31    | Videre   |

### Uge 6: Tidsmaskinen
| Nummer | Par               | Dans      | Musik                                                 | Hübbe | Laxholm | Bendixen | Eihilt | Werner | Point | Resultat |
| ------ | ----------------- | --------- | ----------------------------------------------------- | ----- | ------- | -------- | ------ | ------ | ----- | -------- |
| 1      | Pernille & Morten | Samba     | Ain’t nobody - Chaka Khan                             | 8     | 8       | 8        | 8      | 8      | 40    | Videre   |
| 2      | Micki & Jenna     | Quickstep | Ain’t she sweet - Gene Austin                         | 6     | 5       | 5        | 5      | 6      | 27    | Videre   |
| 3      | Michael & Karina  | Showdans  | Fever - Peggy Lee                                     | 7     | 7       | 7        | 6      | 5      | 32    | Omdans   |
| 4      | Michelle & Mads   | Samba     | Macarena - Los del Rio                                | 8     | 8       | 8        | 8      | 9      | 41    | Videre   |
| 5      | Mascha & Thomas   | Vals      | Falling in love again (I can’t help it) - Nina Simone | 6     | 6       | 7        | 7      | 6      | 32    | Videre   |
| 6      | Freja & Claudia   | Street    | Rhythm Nation - Janet Jackson                         | 7     | 7       | 8        | 8      | 8      | 38    | Ude      |
| 7      | Lise & Silas      | Pasodoble | Everybody - Backstreet Boys                           | 5     | 5       | 7        | 6      | 5      | 28    | Videre   |
| 8      | Jimilian & Asta   | Tango     | Boogie Wonderland - Earth, Wind & Fire                | 8     | 5       | 7        | 5      | 5      | 30    | Videre   |

### Uge 7
| Nummer | Par               | Dans         | Musik                                        | Hübbe | Laxholm | Bendixen | Eihilt | Werner | Point | Resultat |
| ------ | ----------------- | ------------ | -------------------------------------------- | ----- | ------- | -------- | ------ | ------ | ----- | -------- |
| 1      | Michael & Karina  | Jive         | Baby did a bad thing - Chris Isaak           | 5     | 5       | 5        | 6      | 6      | 27    | Ude      |
| 2      | Micki & Jenna     | Moderne dans | No Matter What - Calum Scott                 | 4     | 5       | 4        | 5      | 5      | 23    | Videre   |
| 3      | Mascha & Thomas   | Pasodoble    | Byzantium Underground & Double Dutch - Jesse | 7     | 6       | 7        | 8      | 9      | 37    | Videre   |
| 4      | Lise & Silas      | Moderne dans | She Used to be Mine - Sara Bareilles         | 6     | 7       | 8        | 9      | 6      | 36    | Videre   |
| 5      | Jimillian & Asta  | Street       | Shivers - Ed Sheeran                         | 9     | 9       | 9        | 8      | 8      | 43    | Videre   |
| 6      | Michelle & Mads   | Tango        | Dance With Me - Debelah Morgan               | 7     | 8       | 8        | 7      | 8      | 38    | Omdans   |
| 7      | Pernille & Morten | Moderne dans | I Was Here - Beyoncé                         | 8     | 9       | 9        | 9      | 9      | 44    | Videre   |

### Uge 8: Knæk cancer
| Nummer | Par                                               | Dans                                             | Musik                                           | Hübbe | Laxholm | Bendixen | Eihilt | Werner | Point | Resultat   |
| ------ | ------------------------------------------------- | ------------------------------------------------ | ----------------------------------------------- | ----- | ------- | -------- | ------ | ------ | ----- | ---------- |
| 1      | Mascha & Thomas                                   | Moderne dans                                     | Footprints In The Sand - Leona Lewis            | 6     | 7       | 8        | 8      | 9      | 38    | Videre     |
| 2      | Pernille & Morten                                 | Jive                                             | Don’t Slack - Anderson Paak & Justin Timberlake | 9     | 9       | 9        | 8      | 8      | 43    | Videre     |
| 3      | Michelle & Mads                                   | Rumba                                            | Love - Joss Stone                               | 7     | 6       | 9        | 7      | 9      | 38    | Videre     |
| 4      | Jimillian & Asta                                  | Vals                                             | Sandys Song - Dolly Parton                      | 9     | 8       | 8        | 7      | 7      | 39    | Videre     |
| 5      | Micki & Jenna                                     | Jive                                             | Twistin’ The Night Away - Sam Cooke             | 8     | 8       | 8        | 6      | 8      | 38    | Videre     |
| 6      | Lise & Silas                                      | Rumba                                            | Autumn Leaves - Eva Cassidy                     | 7     | 7       | 9        | 8      | 8      | 39    | Videre     |
| 1      | Pernille & Morten, Jimilian & Asta, Micki & Jenna | Holddans - fortolkning over ordet sammenhold     | Easy On Me - Adele                              |       |         |          |        |        |       | Vinder     |
| 2      | Lise & Silas, Michelle & Mads, Mascha & Thomas    | Holddans - fortolkning over ordet næstekærlighed | Let Somebody Go - Coldplay & Selena Gomez       |       |         |          |        |        |       | Andenplads |

- I denne uge dansede parrene på Gamle Scene på Det Kongelige Teater, og ingen af parrene blev stemt ud.
- Pointene fra denne uge bliver overført til den næste uge af Vild med dans.

#### Knæk cancer-par
| Nummer | Par                 | Dans        | Musik                                     | Laxholm | Hübbe | Bendixen | Werner | Eihilt | Point | Resultat |
| ------ | ------------------- | ----------- | ----------------------------------------- | ------- | ----- | -------- | ------ | ------ | ----- | -------- |
| 1      | Elly og Steen       | Vals        | ' -                                       |         |       |          |        |        |       | 2        |
| 2      | Nikoline og Michael | Cha-Cha-Cha | I Came Here For Love - Sigala & Ella Eyre |         |       |          |        |        |       | 1        |
| 3      | Tonny og Malene     | Jive        | '                                         |         |       |          |        |        |       | 3        |

### Uge 9
| Nummer | Par               | Dans       | Musik                                        | Hübbe | Laxholm | Bendixen | Eihilt | Werner | Point | Resultat |
| ------ | ----------------- | ---------- | -------------------------------------------- | ----- | ------- | -------- | ------ | ------ | ----- | -------- |
| 1      | Lise & Silas      | Tango      | It’s a sin - Elton John og Years & Years     | 8     | 8       | 8        | 9      | 8      | 41    | Videre   |
| 2      | Mascha & Thomas   | Wienervals | One of a kind - Ronan Keating og Emeli Sandé | 9     | 9       | 8        | 9      | 10     | 45    | Omdans   |
| 3      | Pernille & Morten | Slowfox    | I dreamed you - Anastacia                    | 8     | 8       | 8        | 9      | 9      | 42    | Videre   |
| 4      | Jimilian & Asta   | Jive       | Rip it up - Little Richard                   | 10    | 10      | 9        | 10     | 10     | 49    | Videre   |
| 5      | Michelle & Mads   | Slowfox    | Nice’n Easy - Spence, Bergman, Bergman       | 8     | 8       | 9        | 9      | 9      | 43    | Ude      |
| 6      | Micki & Jenna     | Wienervals | I have nothing - Whitney Houston             | 8     | 8       | 8        | 7      | 8      | 39    | Videre   |

### Uge 10: Kvartfinale og cabaret
| Nummer | Par               | Dans      | Musik                                               | Hübbe | Laxholm | Bendixen | Eihilt | Werner | Point | Resultat |
| ------ | ----------------- | --------- | --------------------------------------------------- | ----- | ------- | -------- | ------ | ------ | ----- | -------- |
| 1      | Micki & Jenna     | Samba     | Do you like the samba - Edmundo Ros & His Orchestra | 7     | 8       | 7        | 7      | 9      | 38    | Omdans   |
| 2      | Jimilian & Asta   | Rumba     | Perhaps, perhaps, perhaps - Osvaldo Farrés          | 9     | 9       | 10       | 9      | 10     | 47    | Videre   |
| 3      | Lise & Silas      | Quickstep | Mambo Rap - Parov Stelar                            | 9     | 9       | 10       | 10     | 9      | 47    | Videre   |
| 4      | Pernille & Morten | Pasodoble | Spanish Lesson - Madonna og Tempest - Jesse Cook    | 10    | 9       | 9        | 9      | 10     | 47    | Videre   |
| 5      | Masha & Thomas    | Slowfox   | Why don’t you do right - Beth Hart og Joe Bonamassa | 8     | 9       | 8        | 8      | 9      | 42    | Ude      |

#### Marathondans
| Par               | Dans       | Musik                            | Point |
| ----------------- | ---------- | -------------------------------- | ----- |
| Micki & Jenna     | Charleston | Step into my machine - Tape Five | 2     |
| Jimilian & Asta   | Charleston | Step into my machine - Tape Five | 5     |
| Lise & Silas      | Charleston | Step into my machine - Tape Five | 4     |
| Pernille & Morten | Charleston | Step into my machine - Tape Five | 3     |
| Masha & Thomas    | Charleston | Step into my machine - Tape Five | 1     |

- Under marathondansen er alle par på gulvet samtidig.
- Parret der vandt dansen fik 5 point, det næste par fik 4 point, så 3 point, dernæst 2 point og sidstepladsen fik 1 point.

### Uge 11: Semifinale
| Nummer | Par               | Dans             | Musik                                             | Hübbe | Laxholm | Bendixen | Eihilt | Werner | Point | Resultat |
| ------ | ----------------- | ---------------- | ------------------------------------------------- | ----- | ------- | -------- | ------ | ------ | ----- | -------- |
| 1      | Pernille & Morten | Vals             | Deep water - Alisan Porter                        | 10    | 9       | 10       | 10     | 10     | 49    | Videre   |
| 1      | Pernille & Morten | Argentinsk tango | Amigo Cavano - Agentina Tango Orchestra           | 10    | 10      | 10       | 10     | 10     | 50    | Videre   |
| 2      | Micki & Jenna     | Tango            | Kommer tilbage - Hjalmer                          | 8     | 8       | 8        | 8      | 9      | 41    | Ude      |
| 2      | Micki & Jenna     | Argentinsk tango | A Evaristo Carriego - Osvaldo Pugliese            | 9     | 9       | 9        | 9      | 9      | 45    | Ude      |
| 3      | Lise & Silas      | Samba            | The real thing - Lisa Stansfield                  | 9     | 9       | 10       | 10     | 9      | 47    | Videre   |
| 3      | Lise & Silas      | Argentinsk tango | Don Agustin Bardi - Osvaldo Pugliese              | 8     | 9       | 10       | 10     | 9      | 46    | Videre   |
| 4      | Jimilian & Asta   | Wienervals       | Call out my name - The Weeknd                     | 9     | 8       | 9        | 9      | 9      | 44    | Videre   |
| 4      | Jimilian & Asta   | Argentinsk tango | El Gran Hotel Victoria - Orquestra Juan D’Arienzo | 9     | 9       | 9        | 9      | 10     | 46    | Videre   |

- I denne uge er der ingen omdans.

### Uge 12: Finale
| Nummer | Par               | Dans        | Musik                                                              | Laxholm | Bendixen | Eihilt | Werner | Point | Resultat    |
| ------ | ----------------- | ----------- | ------------------------------------------------------------------ | ------- | -------- | ------ | ------ | ----- | ----------- |
| 1      | Jimilian & Asta   | Jive        | One way or another - One Direction                                 | 10      | 10       | 10     | 10     | 40    | Vinder      |
| 1      | Jimilian & Asta   | Freestyle   | Dejlig - Jimilian feat. Fouli / Roc Ya Body Mic Check 1,2 - M.V.P. | 10      | 10       | 10     | 10     | 40    | Vinder      |
| 2      | Pernille & Morten | Cha-cha-cha | One last time - Ariana Grande                                      | 10      | 10       | 10     | 10     | 40    | Tredjeplads |
| 2      | Pernille & Morten | Freestyle   | Ashes (Steve Aoki Deadpool Remix) - Céline Dion                    | 9       | 10       | 9      | 10     | 38    | Tredjeplads |
| 3      | Lise & Silas      | Pasodoble   | Ameksa - Taalbi Brothers                                           | 10      | 10       | 10     | 10     | 40    | Andenplads  |
| 3      | Lise & Silas      | Freestyle   | Come what may - Moulin Rouge                                       | 10      | 10       | 10     | 9      | 39    | Andenplads  |

- På selve finaledagen meddelte dommer Nikolaj Hübbe, at han var testet positiv for covid19 og deltog derfor ikke i finalen. Derfor var der kun fire dommere i finalen med et maksimum på 40 point, hvert par kunne opnå for hver dans.